# Agelasa nigriceps
Agelasa nigriceps es un coleóptero de la familia Chrysomelidae.
Fue descrita científicamente por primera vez en 1860 por Motschulsky.